# Perissus delectus
Perissus delectus là một loài bọ cánh cứng trong họ Cerambycidae.